# Хјуз Винборн
Хјуз Винборн (енгл. Hughes Winborne; Рали, Северна Каролина, 3. јануар 1953) амерички је филмски монтажер награђен Оскаром за рад на филму Фатална несрећа (2004). Осим тога познат је и по раду на бројним холивудским блокбастерима, као што су У потрази за срећом (2006) и Чувари галаксије (2014), мада је у више наврата изјавио да су му највећа страст филмови независне продукције.
Винборн је дипломирани историчар, а основне студије завршио је 1975. на Универзитету Северне Каролине у Чапел Хилу. Након неколико година рада у струци почео је да учи филмску монтажу на Универзитету у Њујорку. Каријеру је започео као помоћни монтажер на слешер филму Секач (1984).
Године 2008. изабран је за члана Удружења америчких филмских монтажера.

## Изабрана филмографија
- Секач (1984)
- Последњи провод (1994)
- Сечиво (1996)
- Ничија беба (2001)
- Савршен план (2002)
- Радник месеца (2004)
- Фатална несрећа (2004)
- Живот је коцка (2006)
- У потрази за срећом (2006)
- Сјајни говорници (2007)
- Седам живота (2008)
- Служавке (2011)
- Неопходна смрт Чарлија Кантримена (2013)
- Чувари галаксије (2014)
- Пиксели (2015)
- Ограде (2016)
- Све што видим си ти (2016)
- Женски деда мраз (2019)
- Путовање до Јордана (2021)